# Terremoto de Guatemala de 2017

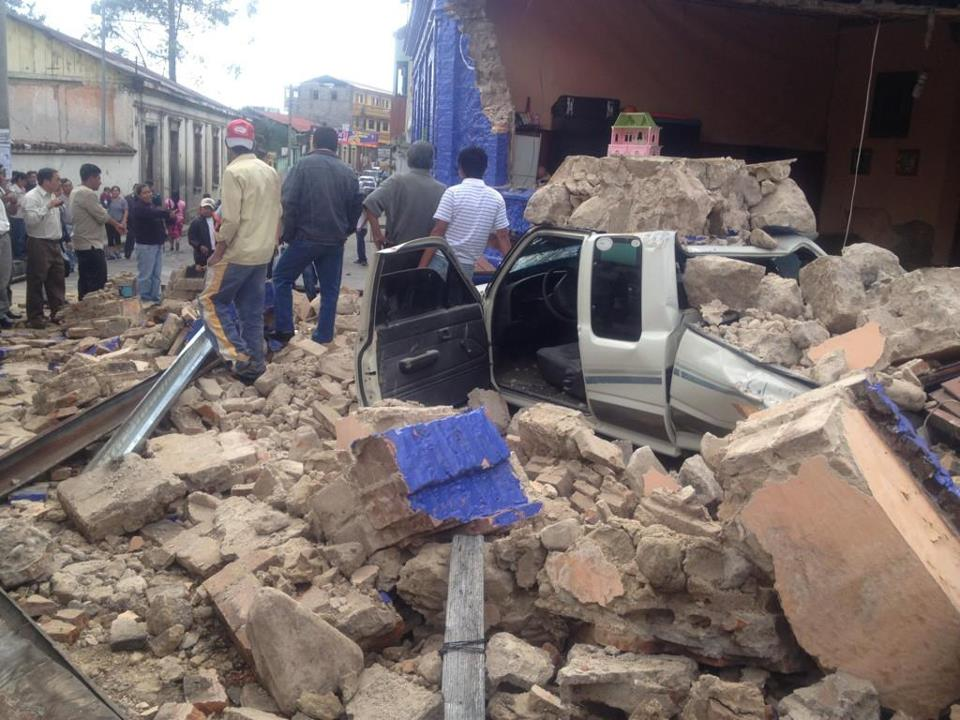
Daños causados por el terremoto.

El terremoto de Guatemala de 2017 fue un movimiento sísmico ocurrido en la madrugada del 14 de junio de 2017, en el departamento de San Marcos, Guatemala; en el que perdieron la vida al menos 5 personas y causó 30 heridos, 11 de los cuales eran de Chiapas, México. El terremoto dejó daños en la infraestructura de cuatro departamentos de la zona del occidente del país: (San Marcos, Suchitepéquez, Totonicapán, Retalhuleu).

## Daños
San Marcos aún no se recuperaba de los terremotos del 2012 y 2014. Daños en el Hospital regional de San Marcos : dicho sismo también afecto la infraestructura del Hospital Regional de San Marcos, el terremoto derrumbó algunas viviendas y provocó deslizamientos de tierra que bloquearon carreteras, en Chiapas, México varias casas colapsaron y al menos 20 sufrieron daños, se dañaron 6 escuelas y dos edificios gubernamentales.

## Datos
El terremoto ocurrió a las 1:29 (UTC-6) del miércoles 14 de junio de 2017, con una intensidad de 6,9 grados en la escala de Richter y epicentro en San Pablo, San Marcos, según el Servicio Geológico de los Estados Unidos y el Insivumeh. 
La Conred dio a conocer que se trató de un movimiento telúrico de magnitud 6,6 grados con epicentro a 85 kilómetros al oeste de Departamento de San Marcos. Además confirmó que el sismo fue sensible con magnitud de 4,5 grados a 82 kilómetros al sureste de Retalhuleu.
El día jueves 22 de junio ocurrió otro terremoto de magnitud 6.8 frente a la costa del Departamento de Escuintla, pero no estuvo relacionado con el del 14 de junio, este terremoto causó algunos daños en Antigua Guatemala, provocó deslizamientos de tierra menores y agrietó edificios de adobe, causó pánico en El Salvador donde la gente huyó a las calles